# Pistolet maszynowy Beretta Mod. 1938
Moschetto Automatico Beretta (MAB) Mod. 1938, MAB 38 – włoski pistolet maszynowy produkowany w latach 1938–1950.

## Historia konstrukcji
W połowie lat trzydziestych pracujący w firmie Beretta inżynier Tullio Marengoni skonstruował pistolet maszynowy M35. Nie wzbudził on początkowo większego zainteresowania armii włoskiej, która używała wtedy pistoletów maszynowych OVP i M1918 wyprodukowanych pod koniec I wojny światowej.
W 1938 udoskonalony M35 przyjęto do uzbrojenia armii włoskiej jako Moschetto Automatico mod. 38 (karabinek automatyczny wz. 1938). Pistolety maszynowe M1938 pierwszych serii różniły się od siebie drobnymi szczegółami, ponieważ ciągle trwały prace nad dopracowaniem tej broni. Na przełomie lat 1938/1939 rozpoczęto produkcję udoskonalonej wersji, oznaczonej jako M38A.
Beretta M38A szybko wyparła z uzbrojenia armii włoskiej starsze typy pistoletów maszynowych i stała się obok karabinu M91/38 podstawową bronią żołnierzy włoskiej piechoty. W odróżnieniu od innych wzorów broni automatycznej, wprowadzonych do uzbrojenia w latach trzydziestych, pistolet maszynowy M38A był bardzo udaną konstrukcją. Jego największą wadą była skomplikowana, droga w produkcji konstrukcja. Dlatego niemal natychmiast po rozpoczęciu produkcji rozpoczęto prace nad uproszczoną wersją tego pistoletu maszynowego.
W 1942 rozpoczęto produkcję uproszczonej wersji M38A (w literaturze oznaczanej jako M38/42). Największe zmiany dotyczyły technologii wykonania broni (szeroko zastosowano technologię tłoczenia). Uproszczenia dotyczyły też konstrukcji. Ruchomą iglicę zastąpiła iglica stała, usunięto osłonę lufy, a kompensator zastąpiono wycięciami w lufie. Uproszczono też przyrządy celownicze zastępując celownik krzywkowy – przerzutowym (nastawy 100 i 200 metrów).
Pistolety maszynowe M38A były produkowane dla armii włoskiej i na eksport (dla III Rzeszy i Królestwa Rumunii). Po 1943 i upadku Benito Mussoliniego zakłady Beretta zostały przejęte przez Niemców. Kontynuowali oni produkcję pistoletu maszynowego M38/42 oznaczonego przez nich jako MP 738(i).
Po zakończeniu wojny produkcja Beretty M38A była kontynuowana do 1950. Ostatnią produkowaną wersją była Beretta M38/49 (przyjęta do uzbrojenia przez Bundeswehrę jako MP1).
W 1956 Beretta rozpoczęła produkcję pistoletu maszynowego Model 3 różniącego się od M38/42 zastosowaniem kolby składanej i budową komory zamkowej.

## Opis techniczny
Pistolet maszynowy M1938A był indywidualną bronią samoczynno-samopowtarzalną, działającą na zasadzieodrzutu swobodnego zamka. Strzelanie z zamka otwartego seriami lub ogniem pojedynczym. Mechanizm spustowy z dwoma językami spustowymi. Zasilanie magazynkowe: początkowo stosowano magazynki pudełkowe o pojemności 10, 20, 30, 40 naboi, później stosowano tylko 20 i 40 nabojowe. Magazynki były dołączane od spodu broni. Lufa w osłonie metalowej, której końcowy fragment tworzył kompensator – osłabiacz podrzutu i odrzutu. Przyrządy celownicze składają się z muszki i nastawnego celownika krzywkowego o nastawach do 500 metrów.

## Galeria

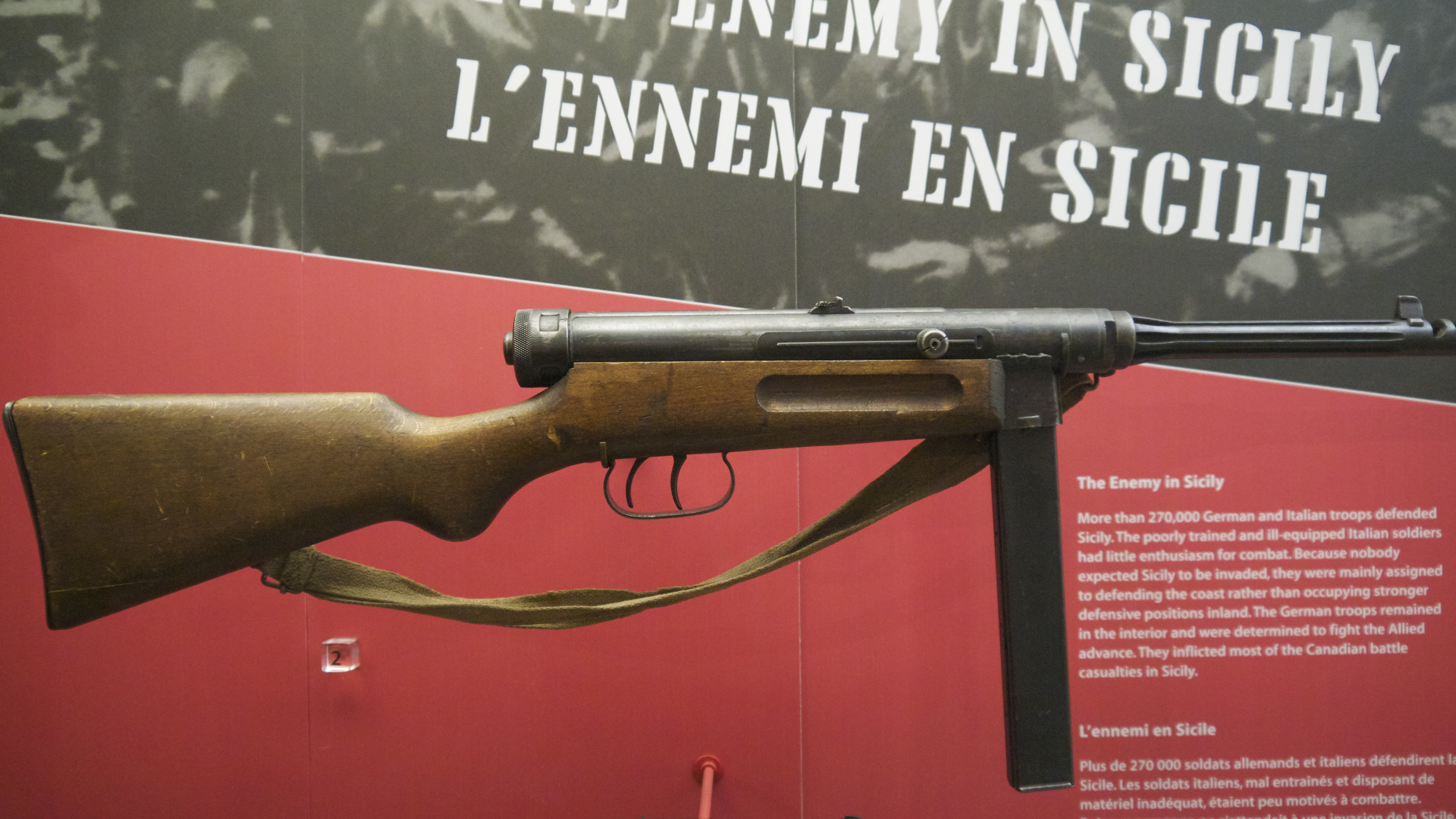
M38/42
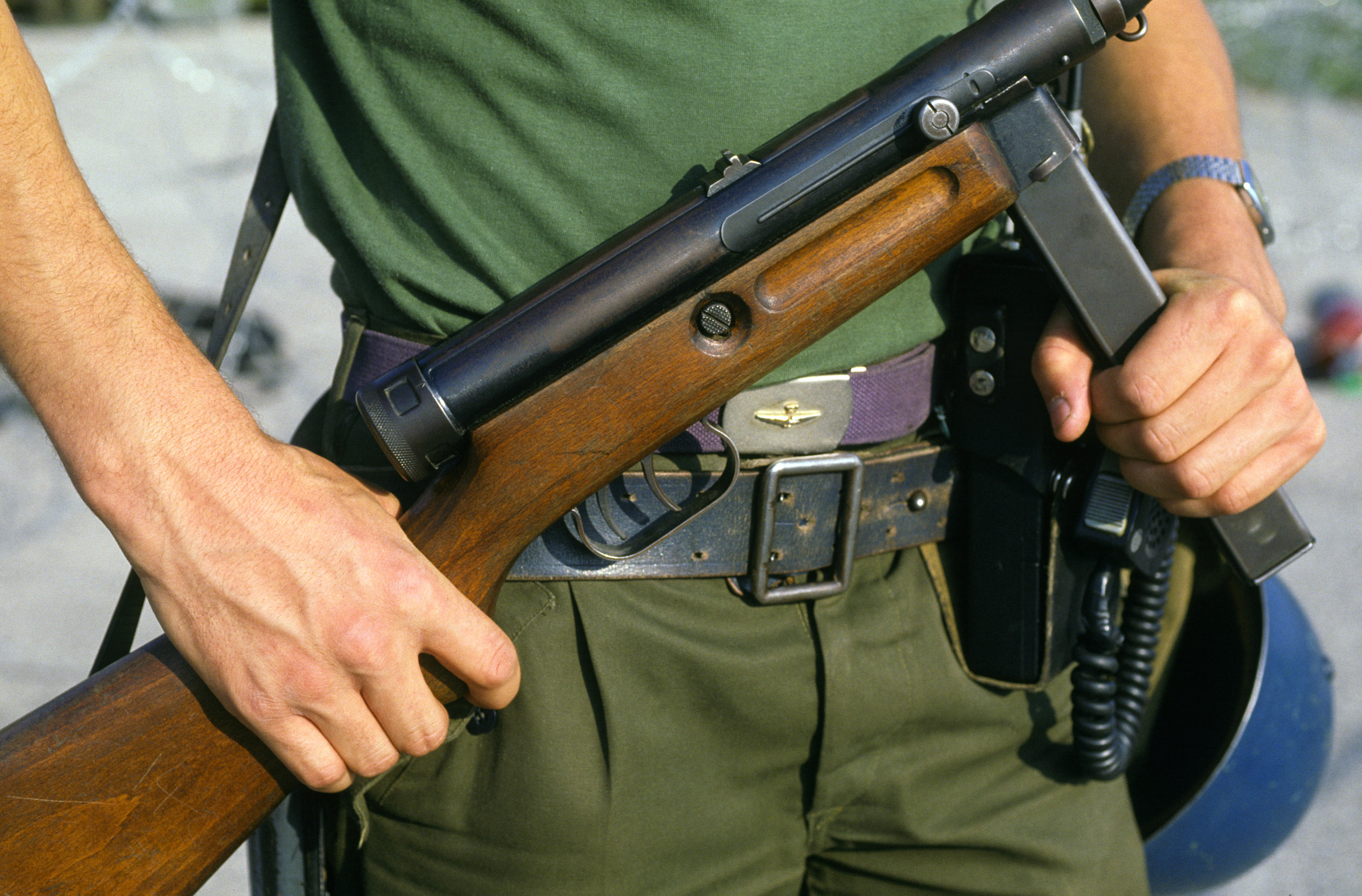
M38/49
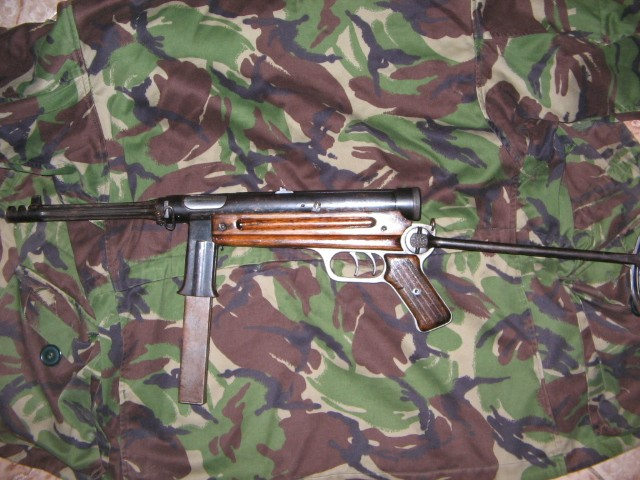
Model 3